# Kościół św. Wincentego à Paulo w Kunowicach
Kościół pw. św. Wincentego à Paulo w Kunowicach – rzymskokatolicki kościół filialny w Kunowicach, w powiecie słubickim, w województwie lubuskim. Należy do dekanatu Rzepin w diecezji zielonogórsko-gorzowskiej.